# Requiem Canticles
Requiem Canticles — «Заупокійні піснеспіви», Реквієм для контральто, баритона соло, хору і симфонічного оркестру на латинські канонічні тексти, написаний Ігорем Стравінським в 1966 році.

Твір складається з 9 частин — 
| 1. Prelude 2. Exaudi 3. Dies Irae | 4. Tuba mirum 5. Interlude 6. Rex tremendae | 7. Lacrimosa 8. Libera me 9. Postlud |

Структурно реквієм значно відрізняється від традиційного реквієму — з інтройту взято лише два останні рядки («Exaudi orationem meam, ad te omnis caro veniet.»), після секвенції замість традиційних оферторія, санктусу і аґнус деї звучить респонсорій «Libera me».
Загальна тривалість твору — 15 хвилин. Частини Prelude, Interlude та Postlude — інструментальні, причому Postlude є найдовшою частиною твору. У творі використовується серійна техніка. Склад оркестру: 4 флейти (також піколо і альтова флейта), 2 фаготи, 4 валторни, 2 труби, 3 тромбони, ударні, арфа, фортепіано, челеста, струнні.